# 황도선양회
황도선양회(皇道宣揚會)는 일제강점기 말기에 가미다나 보급 운동을 펼친 신토 단체이다.
1940년 10월에 일본인들이 주도하여 창립했고, 1943년에 경상북도 지역의 갑부이며 일본군에게 비행기를 헌납하여 '애국옹'으로 널리 알려진 조선총독부 중추원 참의 문명기가 회장에 취임했다.
단체의 목적은 전시 체제 속에서 황도사상을 보급하는 것으로, "신국 일본이 발전하는데는 유신지도를 철저해야 하는 점에 비추어 선양회를 조직"했다고 밝혔다. 발회식에는 미나미 지로 총독이 직접 참석하여 황도선양회의 위상을 보여주었다. 식이 끝난 뒤에 비행기 두 대로 모의 폭탄 투하를 시연해 보이기도 했다.
황도선양회의 주요 활동으로는 일본군 위문 활동이 있었다. 1942년에 중국 북부와 중부의 일본군을 위문하고 돌아온데 이어, 이듬해에는 회장 문명기를 포함한 황도선양회 간부 4명이 인삼과 인쇄물을 휴대하고 약 1개월 동안 북중국 전선 위문을 다녀왔다.
문명기는 이 단체를 중심으로 애국기 헌납 운동을 벌이면서 '1군 1대 헌납 운동'이라는 이름으로 국방헌금 납부를 종용했고, 가미다나를 집집마다 비치하고 아침저녁 배례를 올리자는 운동도 전개했다.

## 참고자료
- 친일인명사전편찬위원회 (2004년 12월 27일). 《일제협력단체사전 - 국내 중앙편》. 서울: 민족문제연구소. 340~341쪽쪽. ISBN 8995330724.